# Glenn Quinn
Glenn Quinn, född 28 maj 1970, död 3 december 2002, var en skådespelare med irländska rötter.
Glenn Quinn föddes i Dublin, Irland, och flyttade till USA tillsammans med sin mor och sina två systrar 1988. Väl i USA insåg Quinn att han ville arbeta som skådespelare, vilket till en början ledde till mindre roller i reklamfilmer och TV-serier. Efterhand fick han större roller som till exempel Mark Healy i TV-serien Roseanne och Doyle i TV-serien Angel.
Den 3 december 2002 avled Glenn Quinn av en heroinöverdos. 

## Filmografi (i urval)
- 1990-1997 − Roseanne
- 1992 − Riddarna på Covington Cross
- 1999 − Angel
- 1999 − Jesse